# حلوة اللمبوط
حلوة اللمبوط أو المُحْقَن، هي كعكة جزائرية جافة، مصنوعة من الدقيق والبيض والزبدة والسكر. تكون بنكهة الفانيليا والليمون. تُزين عادة بالشوكولاتة المذابة.

## أصل التسمية
يُترجم اسمها إلى «كعكة القمع»، الأداة المستخدمة في تشكيلها والتي يمكن استبدالها بالكيس الحلواني.